# À clavier

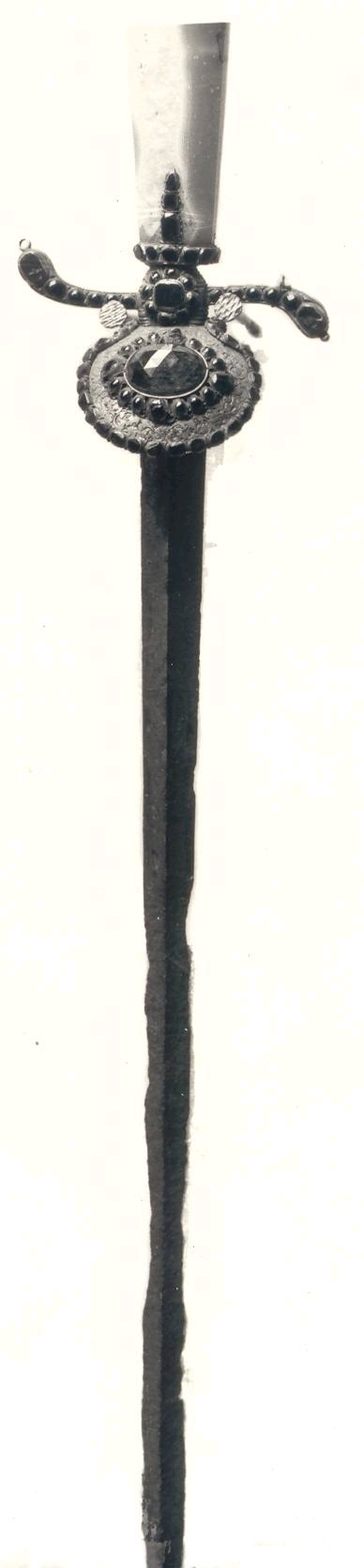
Degen mit Stichblatt „à jour“

Von einem Gefäß oder Stichblatt à clavier, auch Klaviergefäß, spricht man, wenn bei einem Degen das terzseitige (äußere) Stichblatt abwärts, zur Klinge hin gebogen ist, wie es vornehmlich bei Beamtendegen vom Anfang des 19. Jahrhunderts bis in das 20. Jahrhundert üblich war. Vorbild waren vermutlich die muschelförmigen, abgebogenen Stichblätter der Hirschfänger.